# السری بن الحکم
السری بن الحکم یوسف البلخی (انگلیسی: Al-Sari ibn al-Hakam; درگذشت نوامبر ۸۲۰) فرمانروای مصر در دوران خلافت عباسی بود.